# C11H7ClO
化学式C11H7ClO（摩尔质量：190.63 g/mol）可能指：
- 萘甲酰氯
  - 1-萘甲酰氯，CAS号：879-18-5 
  - 2-萘甲酰氯，CAS号：2243-83-6
- 氯萘甲醛
  - 2-氯-1-萘甲醛，CAS号：25986-40-7 
  - 3-氯-1-萘甲醛，CAS号：58782-64-2 
  - 4-氯-1-萘甲醛，CAS号：5471-26-1 
  - 5-氯-1-萘甲醛，CAS号：151222-57-0 
  - 6-氯-1-萘甲醛，CAS号：116632-02-1 
  - 3-氯-2-萘甲醛，CAS号：80228-36-0

|  | 这个同类索引页列出了具有相同分子式的化学物（即同分異構體）条目。 除非您是有意链接至本页，否则应将相应条目的内部链接指向正确的条目。 |